# Ferran Cels i Granell
Ferran Cels i Granell (Barcelona, 11 d'abril de 1880 - Sant Cugat del Vallès, 14 de juliol de 1924) fou un arquitecte modernista català. Va ser l'arquitecte municipal de Sant Cugat del Vallès del 1906 al 1924.

## Biografia[calcitació]
Cels va fer diverses obres privades a Sant Cugat del Vallès, d'on era l'arquitecte municipal, entre els anys 1906 i 1924. A la seva arquitectura s'evidenciava la influència modernista amb clares influències de Puig i Cadafalch, com es posa de manifest amb el projecte del Mercat de Pere San (1911), situat a la plaça Pere San.
D'altres obres destacades són la Casa Miquel Grau (1915), al carrer de Sant Esteve; les Escoles i Convent de les Franciscanes (1918), a la rambla Ribatallada; la Casa Josep Villadelprat (1923), al carrer d'aquest mateix nom, entre d'altres.
A la seva mort el substituí el seu ajudant Enric Móra i Gosc, que passà a ser l'arquitecte municipal fins als anys seixanta.
Era fill de Francesc Cels i Torrents, d'ofici mestre d'obres, i de Josefa Granell i Mundet nascuts a Barcelona. Nebot de Jeroni Granell i Mundet. Casat amb Mercè Balcells i Buïgas era cunyat del també arquitecte modernista Eduard Maria Balcells i Buïgas.

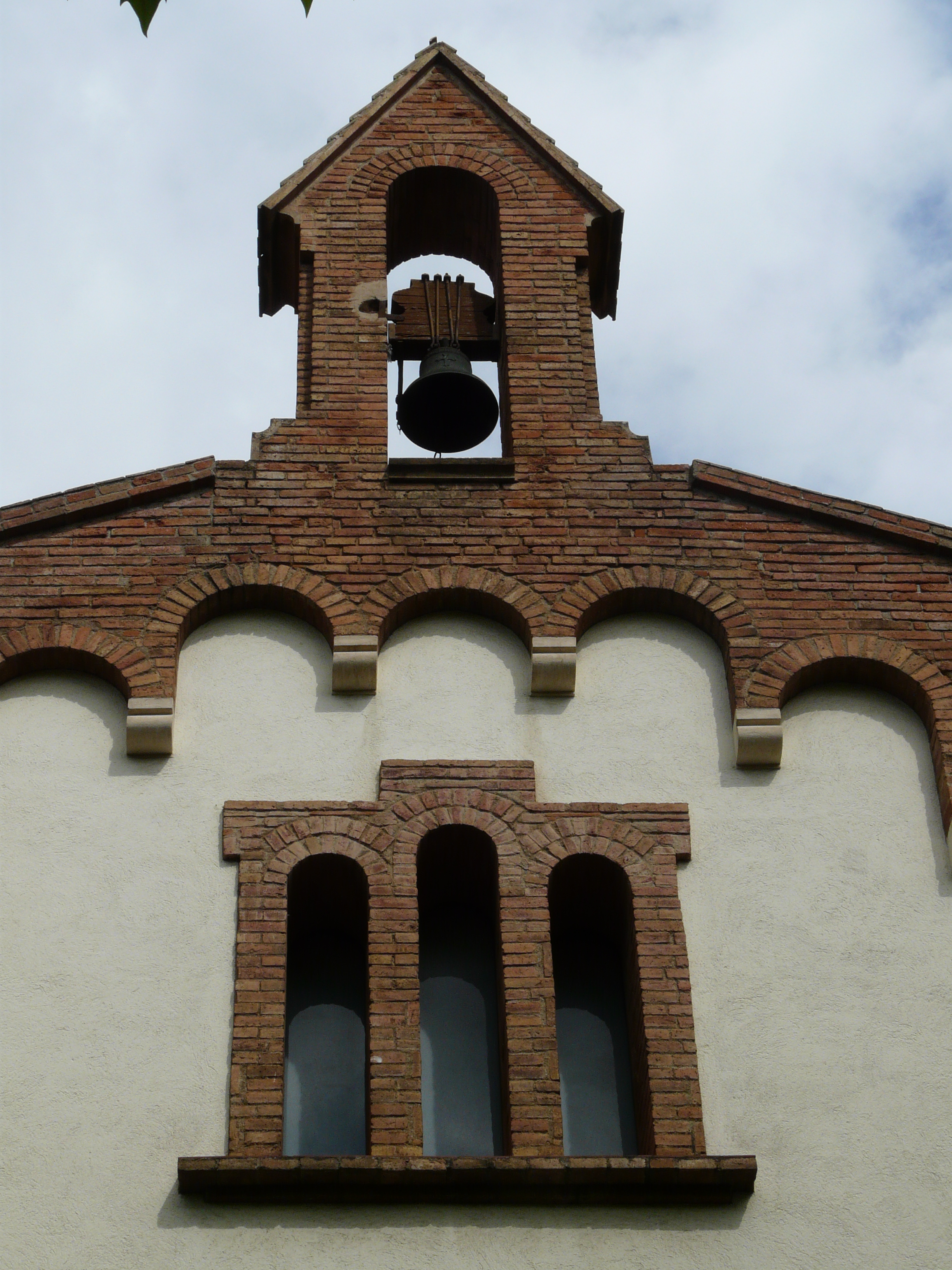
Església del convent i escola de les franciscanes
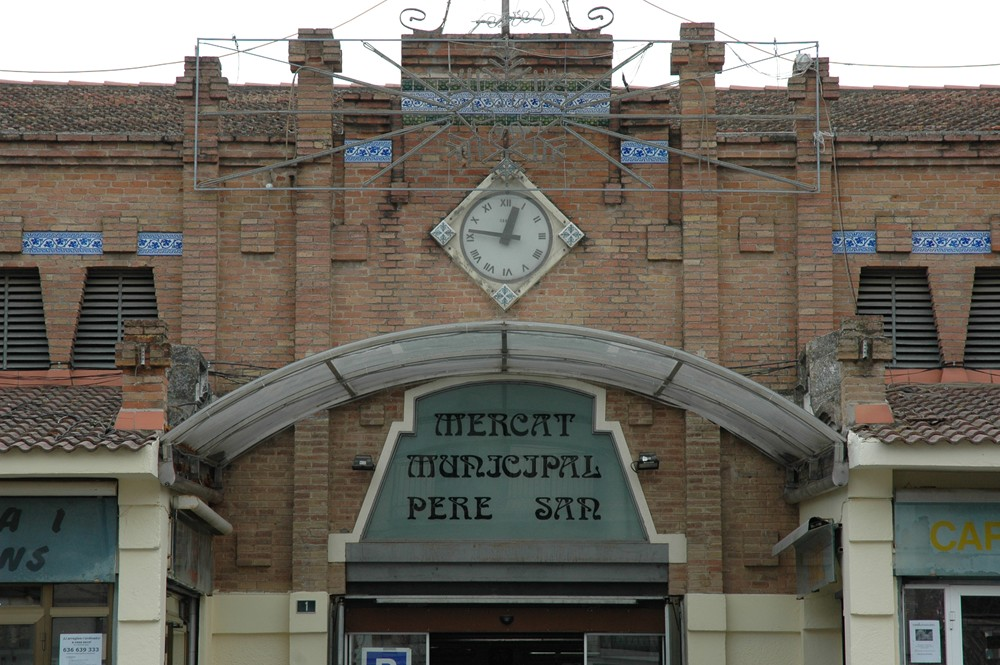
Mercat de Pere San